# Machtassociativiteit
In de abstracte algebra is machtassociativiteit een zwakke vorm van associativiteit die inhoudt dat de macht van een element onafhankelijk is van de volgorde waarin de macht gevormd wordt.
Van een algebra (of meer algemeen een magma) zegt men dat deze machtassociatief is als de deelalgebra die door enig element gegenereerd wordt associatief is.
Concreet betekent dit dat als een element {\displaystyle x} een aantal keren met zichzelf wordt vermenigvuldigd, het niet uitmaakt in welke volgorde de vermenigvuldigen worden uitgevoerd, zodat bijvoorbeeld geldt dat
{\displaystyle x(x(xx))=(x(xx))x=(xx)(xx)}
Dit is een sterkere eigenschap dan dat alleen voor elke {\displaystyle x} geldt
{\displaystyle (xx)x=x(xx)}

## Definitie
Voor een magma {\displaystyle {\mathcal {M}}=(M,*)} definieert men voor elke {\displaystyle a\in M}:
{\displaystyle a^{1}=a}
en voor alle {\displaystyle n\in \mathbb {N} ^{+}}
{\displaystyle a^{n+1}=a*a^{k}}
De bewerking {\displaystyle *} noemt men machtassociatief voor een element {\displaystyle a\in M}, als voor alle {\displaystyle i,j\in \mathbb {N} ^{+}} geldt:
{\displaystyle a^{i+j}=a^{i}*a^{j}}
Als de bewerking {\displaystyle *} machtassociatief is voor ieder element {\displaystyle a\in M}, noemt men {\displaystyle {\mathcal {M}}=(M,*)} een machtassociatieve magma.
Een algebra {\displaystyle {\mathcal {A}}} heet machtassociatief a;s de vermenigvuldiging machtassociatief is.

Elke associatieve algebra is duidelijk machtsassociatief. Alle andere alternatieve algebra's (zoals de octonionen, die niet-associatief zijn) en zelfs sommige niet-alternatieve algebra's zoals de sedenionen zijn ook machts-associatief.
Machtsverheffen tot de macht van elk natuurlijk getal ongelijk aan nul kan consistent worden gedefinieerd, wanneer vermenigvuldiging machtassociatief is. Er is bijvoorbeeld geen dubbelzinnigheid of {\displaystyle x^{3}} gedefinieerd is als
{\displaystyle (xx)x\quad {\mbox{of als,}}\quad x(xx)},
aangezien deze twee uitdrukkingen aan elkaar gelijk zijn.
Machtsverheffen tot de macht nul kan ook worden gedefinieerd als de operatie een identiteitselement heeft, waardoor het bestaan van identiteitselementen nuttig wordt in machts-associatieve contexten.
Er geldt een leuke vervangingswet voor reële machts-associatieve algebra's met eenheid, die erop neerkomt dat vermenigvuldiging van polynomen werkt zoals verwacht. Stel dat {\displaystyle f} een reële polynoom in {\displaystyle x} is, en definieer voor enige {\displaystyle a} in zo'n algebra {\displaystyle f(a)} als het element van deze algebra dat resulteert van de voor de hand liggende vervanging van {\displaystyle a} in {\displaystyle f}. Dan hebben we voor elke van twee zulke polynomen {\displaystyle f} en {\displaystyle g}
{\displaystyle (fg)(a)=f(a)g(a)}.